# Luc (Hautes-Pyrénées)
Luc település Franciaországban, Hautes-Pyrénées megyében. Lakosainak száma 175 fő (2022. január 1.). Luc Oueilloux, Cieutat, Hitte, Oléac-Dessus, Orignac és Poumarous községekkel határos.

## Népesség
A település népességének változása:
| Lakosok száma | 200  | 208  | 214  | 213  | 203  | 193  | 183  | 178  | 175  |
|               | 2013 | 2015 | 2016 | 2017 | 2018 | 2019 | 2020 | 2021 | 2022 |